# Miopsalis lionota
Miopsalis lionota is een hooiwagen uit de familie Stylocellidae. De originele naamcombinatie (protoniem) was Stylocellus lionotus Pocock, 1897.